# Torneio Hubert Jerzeg Wagner de Voleibol de 2016
O Torneio Hubert Jerzeg Wagner de Voleibol de 2016 foi 14ª edição desta competição amistosa organizada pela Fundação Hubert Jerzy Wagner em parceria com a Federação Polonesa de Voleibol (em polonês/polaco:  Polski Związek Piłki Siatkowej) que ocorreu em Cracóvia, Polônia, de 17 a 19 de maio.
A seleção da Bulgária conquistou seu primeiro título da competição e o oposto búlgaro Tsvetan Sokolov foi eleito o melhor jogador do torneio.

## Formato da disputa
Disputa em turno único, com todas as seleções se enfrentando.

### Critérios de desempate
1. Número de vitórias
2. Número de pontos
3. Sets average
4. Pontos average

Partidas terminadas em 3–0 ou 3–1: 3 pontos para o vencedor, 0 pontos para o perdedor;
Partidas terminadas em 3–2: 2 pontos para o vencedor, 1 ponto para o perdedor.

## Seleções participantes
As seguintes seleções foram selecionadas para competir o torneio.
| Equipe   | Última participação |
| -------- | ------------------- |
| Polônia  | 2016                |
| Bélgica  | Estreante           |
| Bulgária | 2014                |
| Sérvia   | 2009                |

## Local das partidas
| Cracóvia, Polônia  |
| Tauron Arena       |
| ------------------ |
|                    |
| Capacidade: 15 328 |

## Fase única
|     |          |     | Jogos | Jogos | Jogos | Resultados | Resultados | Resultados | Resultados | Resultados | Resultados | Sets | Sets | Sets  | Pontos | Pontos | Pontos |
| Pos | Equipe   | Pts | T     | V     | D     | 3–0        | 3–1        | 3–2        | 2–3        | 1–3        | 0–3        | V    | P    | R     | V      | P      | R      |
| --- | -------- | --- | ----- | ----- | ----- | ---------- | ---------- | ---------- | ---------- | ---------- | ---------- | ---- | ---- | ----- | ------ | ------ | ------ |
| 1   | Bulgária | 7   | 3     | 3     | 0     | 1          | 0          | 2          | 0          | 0          | 0          | 9    | 4    | 2.250 | 289    | 258    | 1.120  |
| 2   | Sérvia   | 5   | 3     | 2     | 1     | 0          | 0          | 2          | 1          | 0          | 0          | 8    | 7    | 1.143 | 306    | 307    | 0.997  |
| 3   | Polônia  | 5   | 3     | 1     | 2     | 0          | 1          | 0          | 2          | 0          | 0          | 7    | 7    | 1,000 | 298    | 297    | 1.003  |
| 4   | Bélgica  | 1   | 3     | 0     | 3     | 0          | 0          | 0          | 1          | 1          | 1          | 3    | 9    | 0.333 | 243    | 274    | 0.887  |

Resultados
- Todas as partidas seguiram o fuso horário local (UTC+2).

| Data   | Hora  |          | Placar |          | Set 1 | Set 2 | Set 3 | Set 4 | Set 5 | Total   | Relatório |
| ------ | ----- | -------- | ------ | -------- | ----- | ----- | ----- | ----- | ----- | ------- | --------- |
| 17 mai | 17:30 | Bélgica  | 2–3    | Sérvia   | 22–25 | 25–16 | 21–25 | 25–23 | 12–15 | 105–104 |           |
| 17 mai | 20:30 | Polônia  | 2–3    | Bulgária | 21–25 | 25–21 | 21–25 | 26–24 | 12–1  | 105–96  |           |
| 18 mai | 17:30 | Bulgária | 3–2    | Sérvia   | 25–20 | 16–25 | 25–14 | 22–25 | 16–14 | 104–98  |           |
| 18 mai | 20:30 | Polônia  | 3–1    | Bélgica  | 20–25 | 25–16 | 25–20 | 25–22 |       | 95–83   |           |
| 19 mai | 17:30 | Bélgica  | 0–3    | Bulgária | 10–25 | 22–25 | 23–25 |       |       | 55–75   |           |
| 19 mai | 20:30 | Polônia  | 2–3    | Sérvia   | 25–17 | 25–22 | 18–25 | 19–25 | 11–15 | 98–104  |           |

## Classificação final
| Posição | Equipe   |
| ------- | -------- |
| 1       | Bulgária |
| 2       | Sérvia   |
| 3       | Polônia  |
| 4       | Bélgica  |

## Premiações
| Torneio Hubert Jerzeg Wagner de 2016 |
| Bulgária                             |
| ------------------------------------ |
| Bulgária Campeã (1º título)          |

### Individuais
Os atletas que se destacaram individualmente foramː
| - Most Valuable Player (MVP) Tsvetan Sokolov - Melhor oposto Bartosz Kurek - Melhores centrais Teodor Todorov Srećko Lisinac | - Melhores ponteiros Michał Kubiak Uroš Kovačević - Melhor levantador Georgi Seganov - Melhor líbero Vladislav Ivanov |